# Edward Scicluna
Edward Scicluna, né le 12 octobre 1946 à In-Naxxar, est un homme politique maltais membre du Parti travailliste (PL). Il est actuellement gouverneur de la Banque centrale de Malte.

## Biographie

### Député européen
Il est député européen entre 2009 et 2013. Il siège au sein du groupe de l'Alliance progressiste des socialistes et démocrates (S&D). Il était notamment vice-président de la commission des Affaires économiques et monétaires.

### Ministre des Finances
Le 13 mars 2013, il est nommé ministre des Finances dans le premier gouvernement du Premier ministre travailliste maltais Joseph Muscat. Il est reconduit le 9 juin 2017 dans son second cabinet, puis dans le premier gouvernement de Robert Abela le 15 janvier 2020.

### Banquier central
En Janvier 2021 il est nommé gouverneur de la banque centrale de Malte pour cinq ans. En Mai 2024, il est accusé de fraude en lien avec la privatisation de 3 hôpitaux. Il refuse de démissionner.

### Vie privée
Il est marié à Astrid Bartoli. Ils ont deux enfants Mark et Katia.